# Fagotia
Fagotia is een geslacht van in zoet water levende soorten kieuwslakken uit de familie Melanopsidae.

## Typesoort
Fagotia esperi (A. Férussac, 1823) is de typesoort van dit geslacht.

## Systematiek en taxonomie
- - Genus: Fagotia Bourguignat, 1884
    - Subgenus: Fagotia Bourguignat, 1884
      - †bergeroni (Stefanescu, 1896)
      - †decollata (Stoliczka, 1862)
      - esperi (A. Férussac, 1823)

    - Subgenus: Microcolpia Bourguignat, 1884
      - acicularis (A. Férussac, 1823)
      - †esperoides (Stefanescu, 1896)
      - †eulimopsis (Brusina, 1902)
      - †wuesti Meijer, 1990

Er is veel onenigheid over de naamgeving van, en binnen dit geslacht. Veel auteurs gebruiken de oudere naam Esperiana Bourguignat, 1877. Door aanhangers van de School van Bourguignat zijn tijdens de negentiende eeuw heel veel molluskennamen met de uitgang iana geïntroduceerd maar die namen zijn nooit in gebruik geweest als wetenschappelijke naam. Deze iana-namen werden tot voor kort genegeerd omdat het gebruik veel verwarring zou veroorzaken. In afwachting van een uitspraak van de nomenclatuurcommissie wordt geadviseerd de gangbare namen, in dit geval Fagotia, te gebruiken.
Het onderscheid tussen de subgenera Fagotia en Microcolpia is op de schelp gebaseerd en is niet groot. Veel auteurs gebruiken deze onderverdeling niet. Fagotia heeft een plompere schelp met een volledig afgeronde basis van de mondrand. Microcolpia is langgerekter en heeft een flauwe inbochting in de basis van de mondrand.

## Schelpkenmerken
De schelp is stevig, hoog conisch van vorm, en regelmatig gewonden. De windingen zijn doorgaans matig bol maar meestal afgeplat. De laatste winding neemt de helft tot 2/3 van de totale schelphoogte in beslag. De meeste soorten hebben een gladde schelp, sommige hebben een sculptuur van radiale ribben. Er is een (soms zeer) spitse top maar bij veel soorten zijn de topwindingen en soms ook andere delen van de schelp opgelost. De topwindingen zijn dan ook vaak alleen nog bij jonge dieren aanwezig. De mondopening is langgerekt ovaal met een spits tot zeer spits uitlopende bovenzijde. De mondrand is scherp, niet verdikt en niet omgeslagen. De basale zijde van de mondrand is afgerond, bij sommige soorten is een flauwe inbochting aanwezig. Een navel ontbreekt. Bij veel soorten is een kleurpatroon op de schelp aanwezig bestaande uit één of meer spiraalbanden. Bij sommige soorten zijn de banden tot een vlekkenpatroon ontwikkeld. De kleurpatronen zijn kenmerkende soorteigenschappen. Er is een donkergekleurd, donkerbruin tot zwart, periostracum wat het kleurpatroon vaak volkomen aan het oog onttrekt.
In hoogte variëren de meeste soorten tussen ongeveer 1,5 en 3,0 cm.
Fagotia heeft een hoornachtig operculum dat paucispiraal is opgebouwd.

## Habitat
De meeste soorten leven op harde ondergrond in zoet zuurstofrijk water zoals in rivieren en beken. In Oostenrijk leeft Fagotia acicularis ook in thermische bronnen (onder andere in Bad Vöslau en Bad Fischau-Brunn) en hun afwateringskanaal.

## Huidige verspreiding
Fagotia leeft vooral in rivieren die uitmonden in de Zwarte Zee en heeft daarmee een zgn Pontische verspreiding. In het stroomgebied van de Donau komen de twee enige nog levende soorten voor (Fagotia acicularis en Fagotia esperi). Het geslacht is niet aanwezig in de levende fauna van West-Europa.

## Fossiel voorkomen
Het geslacht is vanaf het Boven Mioceen aanwezig in rivierafzettingen uit de Paratethys maar er zijn nooit veel soorten geweest. Uit het Plioceen zijn enkele soorten van de Balkan bekend en tijdens het Bavelien en vroege Cromerien komt Fagotia wuesti op enkele plaatsen in Thüringen, Hongarije en Nederland voor. Tijdens het Vroeg- en Midden Pleistoceen zijn andere soorten zijn aanwezig in de Tiraspol. De nog levende soort Fagotia acicularis is uit Zuid Duitsland uit het Eemien bekend.